# ایگال (مجارستان)
ایگال (به مجاری: Igal) یک منطقهٔ مسکونی در مجارستان است که در ناحیه کاپوشوار واقع شده‌است. ایگال ۳۶٫۰۶ کیلومتر مربع مساحت و ۱٬۳۰۵ نفر جمعیت دارد.